# Marathon d'Albi
Le marathon d'Albi est une course pédestre urbaine. 

## Historique et parcours
La course existe depuis 1979. Le parcours se déroule dans la ville, entre quartiers anciens de la cité épiscopale et zones plus récentes ainsi qu'un aller-retour le long du Tarn en passant par Saint-Juéry.
Le tracé évolue parfois au fil des zones de travaux susceptibles d'être traversées. Trois parcours sont destinés au niveau des participants : 10 km, semi-marathon et marathon.
En 1998 lors de la 20e édition, puis à nouveau en 2018 (40e édition), les championnats de France de Marathon ont eu lieu à Albi.

## Palmarès
| Édition | Date          | Compétition masculine                               | Compétition masculine                               | Compétition masculine                               | Compétition féminine                                | Compétition féminine                                | Compétition féminine                                | Participants                                        |
| Édition | Date          | Vainqueur                                           | Pays                                                | Temps                                               | Vainqueur                                           | Pays                                                | Temps                                               | Participants                                        |
| ------- | ------------- | --------------------------------------------------- | --------------------------------------------------- | --------------------------------------------------- | --------------------------------------------------- | --------------------------------------------------- | --------------------------------------------------- | --------------------------------------------------- |
| 1       | 9 juin 1979   | Serge Cottereau                                     | France                                              | 2 h 45 min 33 s                                     |                                                     |                                                     |                                                     |                                                     |
| 2       | 26 avril 1980 | Dominique Alculumbri                                | France                                              | 2 h 31 min 52 s                                     | Marie-Jeanne Maury                                  | France                                              | 3 h 8 min 12 s                                      |                                                     |
| 3       | 14 mars 1981  | Arega Abraha                                        | Éthiopie                                            | 2 h 26 min 1 s                                      | Hélène Bassereau                                    | France                                              | 3 h 6 min 15 s                                      |                                                     |
| 4       | 24 avril 1982 | Jean-Pierre Cougouilles                             | France                                              | 2 h 32 min 27 s                                     | Claudine Para                                       | France                                              | 3 h 28 min 5 s                                      |                                                     |
| 5       | 23 avril 1983 | Bernard Duquerroy                                   | France                                              | 2 h 20 min 5 s                                      | Marie-Jeanne Maury                                  | France                                              | 2 h 51 min 48 s                                     |                                                     |
| 6       | 29 avril 1984 | Raffaele Di Benedetto                               | Italie                                              | 2 h 27 min 4 s                                      | Christine Camp                                      | France                                              | 3 h 56 min 32 s                                     |                                                     |
| 7       | 27 avril 1985 | Claude Rollin                                       | France                                              | 2 h 22 min 41 s                                     | Nathalie Broncan                                    | France                                              | 3 h 23 min 15 s                                     |                                                     |
| 8       | 26 avril 1986 | Jean-Noël Ruffat                                    | France                                              | 2 h 21 min 2 s                                      | Martine Cubizolles                                  | France                                              | 2 h 52 min 49 s                                     |                                                     |
| 9       | 25 avril 1987 | Georges Fleurot                                     | France                                              | 2 h 31 min 12 s                                     | Roseline Gazel                                      | France                                              | 3 h 15 min 38 s                                     |                                                     |
| 10      | 1er mai 1988  | Georges Fleurot                                     | France                                              | 2 h 34 min 55 s                                     | Dominique Servat                                    | France                                              | 3 h 10 min 14 s                                     |                                                     |
| 11      | 30 avril 1989 | Rui Santos                                          | Portugal                                            | 2 h 24 min 48 s                                     | Lucienne Cazes                                      | France                                              | 3 h 3 min 43 s                                      |                                                     |
| 12      | 29 avril 1990 | Philippe Rubio                                      | France                                              | 2 h 29 min 50 s                                     | Martine Cubizolles                                  | France                                              | 3 h 3 min 0 s                                       |                                                     |
| 13      | 28 avril 1991 | Norbert Sahut                                       | France                                              | 2 h 21 min 45 s                                     | Simone Sainte Romane                                | France                                              | 3 h 11 min 22 s                                     |                                                     |
| 14      | 26 avril 1992 | Yves Gauffre                                        | France                                              | 2 h 26 min 23 s                                     | Roseline Gazel                                      | France                                              | 3 h 2 min 9 s                                       | 481                                                 |
| 15      | 25 avril 1993 | Jacques Guérin                                      | France                                              | 2 h 25 min 29 s                                     | Armelle Bouveret                                    | France                                              | 2 h 54 min 45 s                                     | 665                                                 |
| 16      | 24 avril 1994 | Aleksandr Khlynin                                   | Ukraine                                             | 2 h 18 min 8 s                                      | Maria Lantsova                                      | Russie                                              | 2 h 56 min 10 s                                     | 676                                                 |
| 17      | 30 avril 1995 | Igor Konychev                                       | Russie                                              | 2 h 16 min 42 s                                     | Lyudmila Korchagina                                 | Russie                                              | 2 h 42 min 15 s                                     |                                                     |
| 18      | 28 avril 1996 | Igor Konychev                                       | Russie                                              | 2 h 15 min 39 s                                     | Raymonde Laguna                                     | France                                              | 2 h 49 min 58 s                                     |                                                     |
| 19      | 27 avril 1997 | David Choge                                         | Kenya                                               | 2 h 23 min 7 s                                      | Jocelyne Villeton                                   | France                                              | 2 h 43 min 48 s                                     |                                                     |
| 20      | 26 avril 1998 | Bertrand Itsweire                                   | France                                              | 2 h 17 min 29 s                                     | Annick Clouvel                                      | France                                              | 2 h 38 min 24 s                                     |                                                     |
| 21      | 25 avril 1999 | Andreï Tarasov                                      | Russie                                              | 2 h 15 min 23 s                                     | Zhanna Malkova                                      | Russie                                              | 2 h 48 min 14 s                                     | 544                                                 |
| 22      | 16 avril 2000 | Joseph Mutinda                                      | Kenya                                               | 2 h 16 min 23 s                                     | Marina Piliavina                                    | Russie                                              | 2 h 39 min 55 s                                     | 497                                                 |
| 23      | 29 avril 2001 | Daniel Gidumbada                                    | Kenya                                               | 2 h 23 min 8 s                                      | Vera Soukhova                                       | Russie                                              | 2 h 52 min 16 s                                     | 577                                                 |
| 24      | 28 avril 2002 | Dimitri Chatkin                                     | Russie                                              | 2 h 17 min 18 s                                     | Ludmilla Smirnova                                   | Russie                                              | 2 h 48 min 22 s                                     | 615                                                 |
| 25      | 27 avril 2003 | Yuri Tikhonov                                       | Russie                                              | 2 h 22 min 40 s                                     | Natalya Bendzik                                     | Biélorussie                                         | 2 h 44 min 40 s                                     | 544                                                 |
| 26      | 25 avril 2004 | Abdelmajid Mehir                                    | Algérie                                             | 2 h 19 min 23 s                                     | Anzhelika Averkova                                  | Ukraine                                             | 2 h 47 min 59 s                                     | 545                                                 |
| 27      | 24 avril 2005 | Alexandre Krestianinov                              | Russie                                              | 2 h 18 min 8 s                                      | Esther Saina                                        | Kenya                                               | 2 h 36 min 40 s                                     | 673                                                 |
| 28      | 30 avril 2006 | Julius Maritim                                      | Kenya                                               | 2 h 18 min 19 s                                     | Anzhelika Averkova                                  | Ukraine                                             | 2 h 44 min 32 s                                     | 665                                                 |
| 29      | 29 avril 2007 | Benjamin Bitok                                      | Kenya                                               | 2 h 17 min 32 s                                     | Genet Delboy                                        | France Éthiopie                                     | 2 h 53 min 5 s                                      | 722                                                 |
| 30      | 27 avril 2008 | Alexandre Krestianinov                              | Russie                                              | 2 h 30 min 33 s                                     | Elena Egorova                                       | Russie                                              | 2 h 53 min 46 s                                     | 524                                                 |
| 31      | 26 avril 2009 | Benjamin Bitok                                      | Kenya                                               | 2 h 18 min 5 s                                      | Margaret Wangui                                     | Kenya                                               | 2 h 47 min 51 s                                     | 427                                                 |
| 32      | 25 avril 2010 | Dominic Ruto                                        | Kenya                                               | 2 h 27 min 51 s                                     | Margaret Wangui                                     | Kenya                                               | 2 h 44 min 38 s                                     | 353                                                 |
| 33      | 24 avril 2011 | Christopher Barno                                   | Kenya                                               | 2 h 26 min 29 s                                     | Immaculate Chemutai                                 | Ouganda                                             | 2 h 47 min 17 s                                     | 391                                                 |
| 34      | 29 avril 2012 | Sergey Marchuk                                      | Ukraine                                             | 2 h 18 min 35 s                                     | Immaculate Chemutai                                 | Ouganda                                             | 2 h 45 min 7 s                                      | 345                                                 |
| 35      | 28 avril 2013 | Rachid Boulahdid                                    | France                                              | 2 h 21 min 30 s                                     | Immaculate Chemutai                                 | Ouganda                                             | 2 h 49 min 8 s                                      | 439                                                 |
| 36      | 27 avril 2014 | Stanley Bett Kiprotich                              | Kenya                                               | 2 h 16 min 27 s                                     | Vita Poteriuk                                       | Ukraine                                             | 2 h 38 min 49 s                                     | 436                                                 |
| 37      | 26 avril 2015 | Simon Munyutu                                       | France                                              | 2 h 22 min 54 s                                     | Kristina Bogomiagkova                               | Ukraine                                             | 2 h 54 min 25 s                                     | 407                                                 |
| 38      | 24 avril 2016 | Felix Kirui                                         | Kenya                                               | 2 h 21 min 51 s                                     | Martha Komu                                         | France                                              | 2 h 40 min 21 s                                     | 357                                                 |
| 39      | 30 avril 2017 | Simon Munyutu                                       | France                                              | 2 h 26 min 7 s                                      | Martha Komu                                         | France                                              | 2 h 50 min 25 s                                     | 375                                                 |
| 40      | 29 avril 2018 | Alaa Hrioued                                        | Maroc                                               | 2 h 19 min 25 s                                     | Karine Pasquier                                     | France                                              | 2 h 39 min 36 s                                     | 802                                                 |
| 41      | 28 avril 2019 | Richard Bett                                        | Kenya                                               | 2 h 22 min 2 s                                      | Martha Komu                                         | France                                              | 2 h 52 min 6 s                                      | 421                                                 |
| -       | 2020          | Course annulée en raison de la pandémie de Covid-19 | Course annulée en raison de la pandémie de Covid-19 | Course annulée en raison de la pandémie de Covid-19 | Course annulée en raison de la pandémie de Covid-19 | Course annulée en raison de la pandémie de Covid-19 | Course annulée en raison de la pandémie de Covid-19 | Course annulée en raison de la pandémie de Covid-19 |
| -       | 2021          | Course annulée en raison de la pandémie de Covid-19 | Course annulée en raison de la pandémie de Covid-19 | Course annulée en raison de la pandémie de Covid-19 | Course annulée en raison de la pandémie de Covid-19 | Course annulée en raison de la pandémie de Covid-19 | Course annulée en raison de la pandémie de Covid-19 | Course annulée en raison de la pandémie de Covid-19 |
| 42      | 17 avril 2022 | Thomas Bodin                                        | France                                              | 2 h 43 min 45 s                                     | Cécilia Mobuchon                                    | France                                              | 3 h 8 min 30 s                                      | 238                                                 |